# Taules prutèniques

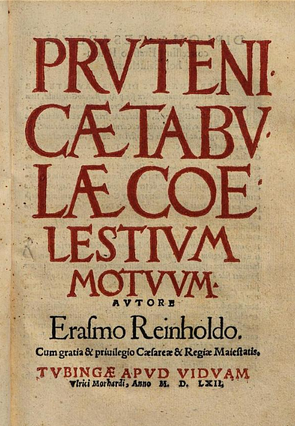
Portada de la primera edició (1551)

Les taules prutèniques (en llatí Prutenicae Tabulae, de Prutenia que significa Prússia) són unes taules astronòmiques de l'astrònom Erasmus Reinhold publicades el 1551. A vegades se les anomena taules prussianes perquè estaven dedicades a Albert I Duc de Prússia, que va fer de mecenes de Reinhold i en va finançar la impressió.
Reinhold va calcular aquestes noves taules astronòmiques basant-se en Nicolau Copèrnic, autor de De revolutionibus orbium coelestium (1543) i primer astrònom modern en defensar l'heliocentrisme. En els canons explicatius, Reinhold va utilitzar com a punt ràdix la posició de Saturn el dia de naixement del Duc, el 17 de maig de 1490. Amb aquestes taules, Reinhold intentava substituir les taules alfonsines; per això, va afegir unes taules redundants perquè els compiladors que estiguessin familiaritzats amb les taules alfonsines poguessin seguir els mateixos passos fàcilment. Algunes taules basades en les taules alfonsines van ser publicades després de la publicació de les taules prutèniques, com Primus liber tabellarum directionum (1554).
Encara que l'heliocentrisme copernicà no es va estendre gaire ràpid entre els astrònoms europeus, les taules prutèniques van esdevenir força populars en els països germano-parlants per motius nacionalistes i confessionals; i aquestes taules van establir la gran reputació de Copèrnic com a matemàtic i astrònom i van ajudar a estendre els mètodes de càlcul de les posicions dels astres de Copèrnic, encara que no la seva teoria heliocèntrica.
Les taules prutèniques van aconseguir substituir les taules alfonsines utilitzades durant més de 300 anys per mariners i exploradors marins. Christopher Clavius va utilitzar les taules prutèniques i l'obra de Copèrnic com a base per a la reforma del calendari gregorià.
Unes dècades més tard, Tycho Brahe i Johannes Kepler compilaran les taules rudolfines a Praga el 1627, basades en les observacions astronòmiques de Tycho Brahe, que eren les més extenses i acurades de l'època.
En època recent (1973) el professor Owen Gingerich (Universitat Harvard) ha descobert una còpia del De Revolutionibus profusament anotada (entre d'altres per Erasmus Reinhold), cosa que l'ha portat a estudiar la difusió i l'ús del llibre en les dècades posteriors a la publicació.